# Maria Eduarda Azevedo
Maria Eduarda de Almeida Azevedo (ur. 17 maja 1956 w Lizbonie, zm. 1 września 2020) – portugalska polityk, prawniczka i nauczyciel akademicki, posłanka do Zgromadzenia Republiki, wiceminister sprawiedliwości.

## Życiorys
Ukończyła studia prawnicze i ekonomiczne na Uniwersytecie Lizbońskim, kształciła się akże w zakresie stosunków europejskich na Uniwersytecie w Coimbrze. Doktoryzowała się w zakresie prawa, specjalizując się w prawie finansowym. Podjęła praktykę adwokacką, zajęła się również działalnością naukową.
Była członkinią rządowych komisji i dyrektorem generalnym ds. stosunków europejskich w resorcie rolnictwa. Od 1991 do 1995 zajmowała stanowisko sekretarza stanu w ministerstwie sprawiedliwości. W latach 1995–2005 przez trzy kadencje sprawowała mandat deputowanej do Zgromadzenia Republiki z ramienia Partii Socjaldemokratycznej. Od 1999 do 2002 była wiceprzewodniczącą tego ugrupowania. Powróciła następnie do działalności naukowej. W 2013 została dyrektorem wydziału prawa na Universidade Lusíada de Lisboa.
Odznaczona Krzyżem Wielkim Orderu Infanta Henryka (1998).